# Ramiro Álvarez González
Ramiro Álvarez González (Castromocho, Palencia, 23 de septiembre de 1846 – Palencia, 2 de diciembre de 1892) fue un político y periodista español, de ideología republicana, que ostentó la alcaldía de la ciudad de Palencia entre febrero de 1874 y enero de 1875. Como periodista, fue director y propìetario del El Progreso de Castilla.